# 和興里 (台北市)
和興里為台灣台北市木柵區轄下一里，1990年時臺北市區里行政區劃調整後併入文山區試院里。

## 歷史

### 清治時期
1742年(乾隆七年)，由泉州人高培、高鐵將、蘇人謝等開闢本地。早年有一個大水塘，狀似肚腹，故稱本地為「埤腹」，該水塘於日治時期已消失。
嘉慶年間，隸屬淡水廳拳山堡。同治年間，本地隸屬淡水廳拳山堡內湖庄。1887年(光緒十三年)隸屬台灣省臺北府淡水縣拳山堡內湖庄 。

### 日治時期
1895年台灣進入日治時期，本地改制為台北縣直轄文山堡境內。1920年調整行政區劃，本地改制為臺北州文山郡深坑庄內湖大字埤腹小字，埤腹之名始見於行政區名中。

### 民國時期
戰後，1946年(民國35年)，國民政府接收台灣，行政區劃重新調整，本地改制為台北縣文山區深坑鄉中興村。1950年深坑鄉分出木柵鄉，本地隨之改為木柵鄉中興村。1965年中興村分為中興村(今華興里部分)、復興村(今試院里全境、華興里部分)、建興村(今順興里、忠順里、明興里、明義里)。1968年7月1日木柵鄉併入甫升格直轄市的台北市，復興村亦隨之改制為木柵區和興里。直至1990年台北市區里範圍重整，和興里併入北方的試院里並改隸文山區至今。

## 里界
- 東至：以景美溪與台北縣新店鎮相鄰
- 西至：以景美溪與台北縣新店鎮相鄰
- 南至：以景美溪與台北縣新店鎮相鄰
- 北至：與試院里相鄰